# Pour le Mérite

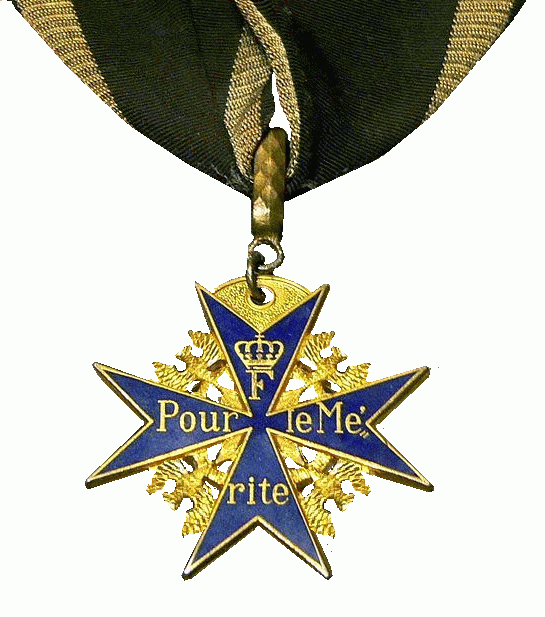
Het versiersel van de Orde Pour le Mérite

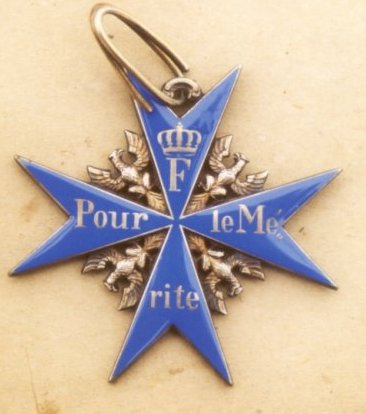
Pour le Mérite van Christian Nielebock

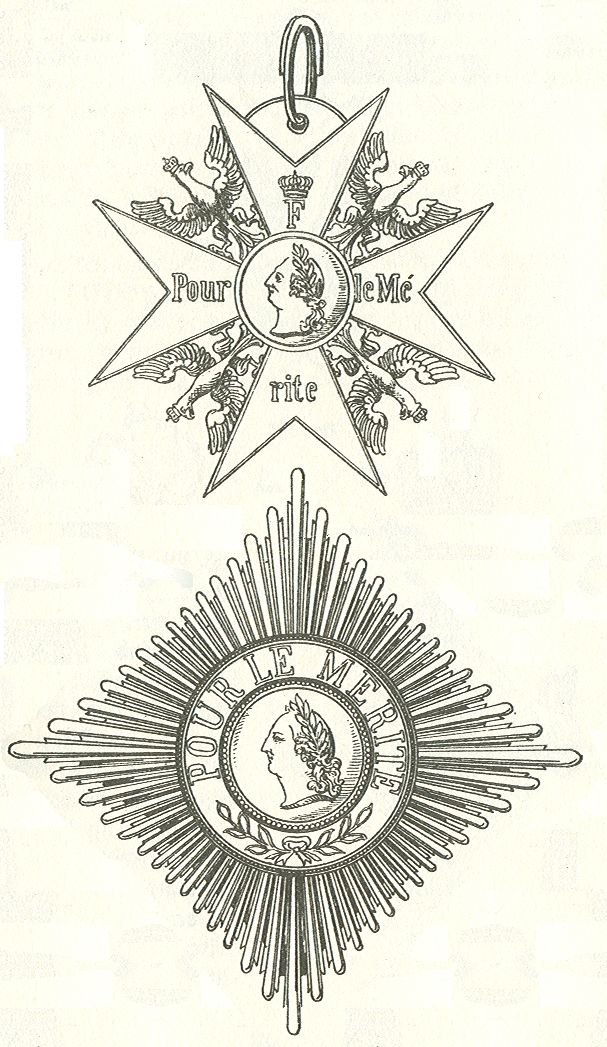
Ster en grootkruis afgebeeld door Maximilian Gritzner

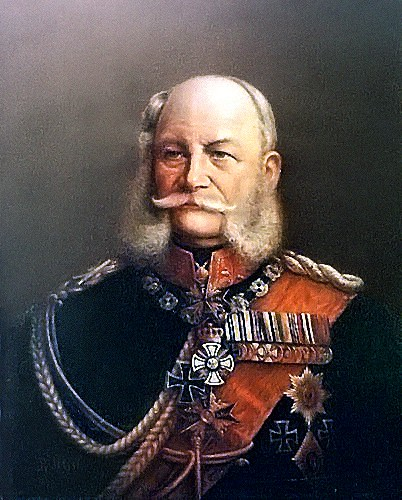
Keizer Wilhelm draagt zijn drie kruisen van de Orde Pour le Mérite; een kruis met eikenloof om de hals, een grootkruis en een "plaque" van de orde op de borst.

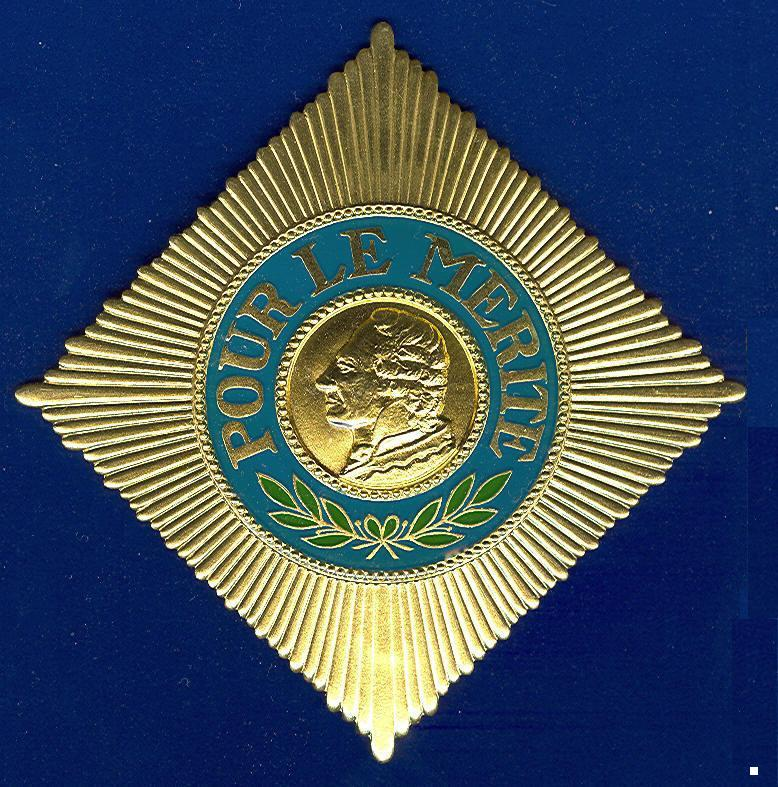
De ster of "plaque" van de orde Pour le Mérite

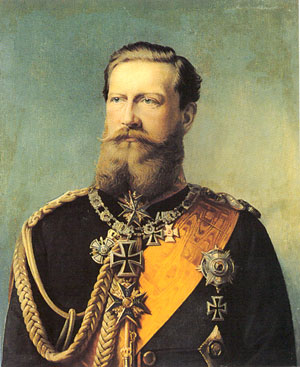
Keizer Frederik III met de Hohenzollernketen, tweemaal een IJzeren Kruis uit 1870, ster en grootkruis van de Orde Pour le Mérite en een bijzondere ster van de Hoge Orde van de Zwarte Adelaar met een Kousenband rond de stralen.

De onderscheiding Pour le Mérite werd in 1740 gecreëerd door Frederik de Grote (1712-1786). De militaire versie bestond tot 1918, de burgerlijke bestaat nog steeds. In het Engels wordt ze The Blue Max genoemd. Ook in Duitsland heeft de bijnaam "Der Blaue Max" ingang gevonden.

## OrdenPour le Méritevan 1740 tot 1810
Na de oorlog met Maria Theresia van Oostenrijk stelde Frederik de Grote deze ridderorde in.
De onderscheiding is voortgekomen uit de Ordre de la Générosité.
Hij besloot de nieuwe onderscheiding toe te kennen aan verdienstelijke personen. In het verleden waren ridderorden ook aan vooraanstaande edellieden toegekend als politiek eerbetoon.
Pruisen kende in 1740 ook de “Hoge Orde van de Zwarte Adelaar”, maar die onderscheiding was alleen voor vorsten, prinsen en generaals bestemd. De Orde Pour le Mérite had een meer democratisch karakter, al was het toekennen aan een dappere onderofficier ondenkbaar.
Het juweel van de orde is een lichtblauw geëmailleerd kruis met gouden opschrift en ongekroonde gouden adelaars tussen de armen. Het kruis werd aan een zwart lint met twee zilveren strepen om de hals of op de revers gedragen.
Bij een ongekroonde adelaar moet het gaan om de rode adelaar van Brandenburg, het Pruisische wapendier is zwart en gekroond. Omdat de adelaars in de kruisarmen niet zijn geëmailleerd is het verschil alleen in dit kleine maar voor een heraldicus belangrijke detail te herkennen.
Frederik was niet zuinig met het toekennen van dit eerbewijs. Zijn vriend Voltaire was een van de eersten die hem mocht dragen, maar na een ruzie werd hem gevraagd om het ereteken terug te sturen. Ook leden van de hofhouding en geleerden werden met de onderscheiding vereerd.

## OrdePour le Méritevan 1810 tot 1918
Vanaf 18 januari 1810 kende Frederik Willem III de onderscheiding enkel toe aan officieren met een uitzonderlijke verdienste tijdens militaire campagnes. De eerder zo eenvoudige orde werd op 10 maart 1813, niet in een afzonderlijk besluit maar en passant in het instellingsbesluit van het IJzeren Kruis, uitgebreid met drie vergulde eikenbladeren voor bijzondere verdiensten die op de ring moesten worden gedragen. De symboliek van deze eikenbladeren, het Eichenlaub oftewel Eikenloof genoemd, is de volgende; koning Frederik Willem III eerde zijn overleden gemalin, de in Pruisen mateloos populaire Louise van Mecklenburg-Strelitz en zijn gezin. Zo stonden in het oorspronkelijke ontwerp de drie eikenbladeren symbool voor de familie van de koning en zijn echtgenote. Het centrale eikenblad herdacht de negen kinderen van het Pruisische koningspaar. De linkerkant van het centrale blad telde daarom vijf lobben als voorstelling van de vijf zonen, de rechterzijde telde vier lobben als voorstelling van de vier dochters. In de centrale nerf van het middelste eikenblad kan men de gestileerde letter 'L' (van Luise) herkennen. Later werd het ontwerp sterk vereenvoudigd, waardoor het zijn symbolische betekenis verloor. 
Kruisen met het eikenblad werden na 17 december 1817 aan een afwijkend lint gedragen. Dit lint kreeg drie zilveren strepen voor wie de orde tweemaal verleend kreeg. Kreeg men het eikenblad bij de eerste toekenning van de orde dan moest men genoegen nemen met het standaardlint met de twee zilveren strepen.
Frederik Willem IV van Pruisen stelde op 18 juli 1844 een gouden kroontje in voor wie de orde vijftig jaar bezat. Er zijn platte en holle kroontjes bekend, dat hing van de juwelier af.
In de 19e eeuw werden ook onderscheidingstekens met gekroonde adelaars vervaardigd, daarbij moet het handelen om particuliere opdrachten. Een geëmailleerd kruis is in feite met een dun glanzend glaslaagje bedekt en dat slijt en splintert in het dagelijks gebruik al snel. In die tijd droeg men zijn kruis iedere dag om de hals. Om het kruis dat men van de Pruisische koning had ontvangen te sparen werd soms een tweede "dagelijks" kruis besteld en de juweliers, zeker die in het buitenland, zullen na het bestuderen van het Pruisische wapen hebben aangenomen dat zij een gouden of vergulde en gekroonde adelaar moesten monteren.
Officieren die de orde in de revolutie-oorlogen en napoleontische oorlogen hadden verworven waren zoals dat in Pruisen gebruikelijk was soms tot op zeer hoge leeftijd nog in actieve dienst. Generaal-veldmaarschalk von Moltke, de "oude Moltke", kreeg op 29 november 1889 een dergelijke kroon met kleine briljanten uitgereikt. Hij was een van de architecten van de overwinning op Frankrijk in 1870 geweest.
Het werd gebruikelijk om deze orde “en cravatte”, dus om de hals, te dragen. In de periode daarvoor was ook de draagwijze in het knoopsgat niet ongewoon.
In de napoleontische oorlogen, de Eerste Duits-Deense Oorlog en de Tweede Duits-Deense Oorlog, de Oostenrijks-Pruisische Oorlog van 1866, de Frans-Duitse Oorlog van 1870 en de Eerste Wereldoorlog is de Pour le Mérite talloze malen voor dapperheid en uitzonderlijke verdienste toegekend. Daarbij moet worden bedacht dat het IJzeren Kruis geen ridderorde was en bij het begin van de oorlogen in 1814, 1870 en 1914 tijdelijk werd ingesteld of opnieuw werd ingesteld en dus niet altijd kon worden verleend.
In de Eerste Wereldoorlog werd het kruis met de zwaarden van de Huisorde van Hohenzollern gebruikt om dragers van het IJzeren Kruis Ie Klasse niet in deze orde op te hoeven nemen. Zo bleef de Pour le Mérite exclusief. In de Tweede Wereldoorlog kreeg het Duits Kruis dezelfde functie. Nu werd voorkomen dat al te veel ridderkruisen van de Orde van het IJzeren Kruis moesten worden toegekend.
De kruisen die altijd van massief goud waren geweest werden nu van verguld zilver vervaardigd. Onedele metalen zijn voor het kruis van deze orde nooit gebruikt.
Om te voorkomen dat onderofficieren een Pour le Mérite zouden verwerven stelde Willem I van Pruisen, de latere Siegeskaiser op 27 februari 1864 een Gouden Kruis voor Militaire Verdienste in. Dit kruis werd informeel dan ook al snel het "Pour le Mérite voor onderofficieren" genoemd.
In de Eerste Wereldoorlog werden aan de officieren van de Duitse krijgsmacht talloze Pour le Mérites verleend. Opvallend was de status van de nieuwe oorlogshelden, de piloten die na het neerschieten van een groot aantal tegenstanders op deze onderscheidingen mochten rekenen. Manfred von Richthofen en Max Immelmann, de zogenaamde luchtazen, droegen het kruis dat in Engeland The Blue Max werd genoemd.
De laatste drager van de militaire uitvoering van de Orde Pour le Mérite, de later beroemd geworden schrijver Ernst Jünger, overleed in 1998. Toen was de Bondsrepubliek Duitsland tachtig jaar na de nederlaag van 1918 eindelijk ontslagen van de haar toegevallen verplichting om het aan de Orde verbonden pensioen, een "ere-soldij", uit te betalen.

## Gouden Kruis voor Militaire Verdienste
In het zeer rang- en standsbewuste Duitsland van voor de Eerste Wereldoorlog werden ridderorden niet aan soldaten en onderofficieren verleend. Toch werden ook zij steeds vaker met gouden kruisen en medailles onderscheiden voor hun moed. Het zelden uitgereikte Gouden Kruis voor Militaire Verdienste van Pruisen wordt daarom wel het "Pour le Mérite voor onderofficieren" genoemd.

## Vijf grootkruisen in de Orde Pour le Mérite
Op 11 november 1866 stelde koning Willem I van Pruisen, de latere keizer Wilhelm I van Duitsland, na de zege over Oostenrijk bij de Slag bij Sadová een nieuwe en hogere klasse, het grootkruis, in. Dit grootkruis week in uitvoering sterk af van het ridderkruis. Het droeg een slecht gelijkend portret van een met een lauwerkrans getooide Frederik de Grote als medaillon en de adelaars tussen de armen werden voorzien van een kroon. Het zijn dus Pruisische, geen Brandenburgse adelaars. Op de linkerborst droegen de grootkruisen een plaque, een vierkant schild van verguld zilver, met het medaillon en de spreuk "pour le merite".
Er volgden nog vier grootkruisen:
- Op 1 september 1873 aan Friedrich Wilhelm Nikolaus Karl von Preußen (1831-1888), in 1888 de Duitse keizer Frederik III en koning Frederik III van Pruisen.
- op 1 september 1873 aan generaal-veldmaarschalk Frederik Karel van Pruisen (1828-1885), inspecteur van de Pruisische cavalerie.
- op 24 april 1878 aan tsaar Alexander II (1818-1881), tsaar van Rusland. De tsaar was een bondgenoot van Duitsland en een familielid. Met het "Rückversicherungsvertrag" had Bismarck voorkomen dat zijn land een tweefrontenoorlog tegen Rusland en Frankrijk zou moeten voeren. De Tsaar was dus een man die door de Duitsers in de watten werd gelegd en geregeld kostbare geschenken ontving. De Pruisische neutraliteit tijdens de Krimoorlog had de verhoudingen desondanks verstoord.
- Op 8 maart 1879 werd generaal-veldmaarschalk Helmuth Karl Bernhard von Moltke ter gelegenheid van zijn 60-jarig jubileum als officier met het grootkruis onderscheiden.

Op verzoek van de prinsen droeg de koning, die zichzelf geen onderscheidingen kon toekennen, dit grootkruis zelf.
Op dit moment is geen van de grootkruisen tentoongesteld. De onderscheidingen van von Moltke gingen in de Tweede Wereldoorlog verloren en het is niet bekend of de Hohenzollern in hun verzamelingen nog exemplaren bewaren.
Er zijn afbeeldingen van kruisen en sterren met gouden eikenloof, op de ring of op de gouden stralen boven het medaillon van de plaque, bekend.

## Dragers van de OrdePour le Mérite
Er zijn benoemingen bekend tot november 1918
- generaal-kolonel prins Rupprecht van Beieren verleend op 22 augustus 1915. Hij kreeg het Eikenloof op 20 december 1916
- generaal-majoor prins Frans van Beieren verleend op 16 mei 1918
- veldmaarschalk prins Leopold van Beieren verleend op 9 augustus 1915. Hij kreeg het Eikenloof op 25 juli 1917
- majoor Werner von Blomberg verleend op 3 juni 1918
- majoor Fedor von Bock verleend op 1 april 1918
- generaal der Infanterie Berthold von Deimling verleend op 28 augustus 1916
- kolonel-generaal Ludwig Freiherr von Falkenhausen verleend op 23 augustus 1915. Hij kreeg Het Eikenloof op 15 april 1916
- generaal der Infanterie Erich von Falkenhayn verleend op 16 februari 1915. Hij kreeg Het Eikenloof op 3 juni 1915
- rijksmaarschalk Hermann Göring verleend op 2 juni 1918
- generaal-majoor Wilhelm Groener verleend op 11 september 1915
- kolonel-generaal Josias von Heeringen verleend op 28 augustus. 1915. Hij kreeg Het Eikenloof op 28 augustus 1916
- generaal der Infanterie Otto Freiherr von Hügel verleend op 28 augustus 1916
- generaal Oskar von Hutier verleend op 6 september 1917. Hij kreeg Het Eikenloof op 23 maart 1918
- luitenant Ernst Jünger verleend op 18 september 1918
- kolonel-generaal Alexander von Kluck verleend op 28 maart 1915
- generaal-majoor Erich Ludendorff verleend op 22 augustus 1914. Hij kreeg Het Eikenloof op 23 februari 1915
- generaal-veldmaarschalk August von Mackensen verleend op 27 november 1914. Hij kreeg Het Eikenloof op 3 juni 1915
- generaal-veldmaarschalk Helmuth Karl Bernhard von Moltke (sinds 1870 Graf) verleend op 29 november 1839
- generaal Helmuth von Moltke verleend op 7 augustus 1915
- kapitein Erwin Rommel verleend op 10 december 1917
- kolonel Friedrich von Taysen verleend op 6 januari 1918
- generaal-luitenant Lothar von Trotha verleend op 2 november 1905

## Pour le Méritein vredestijd

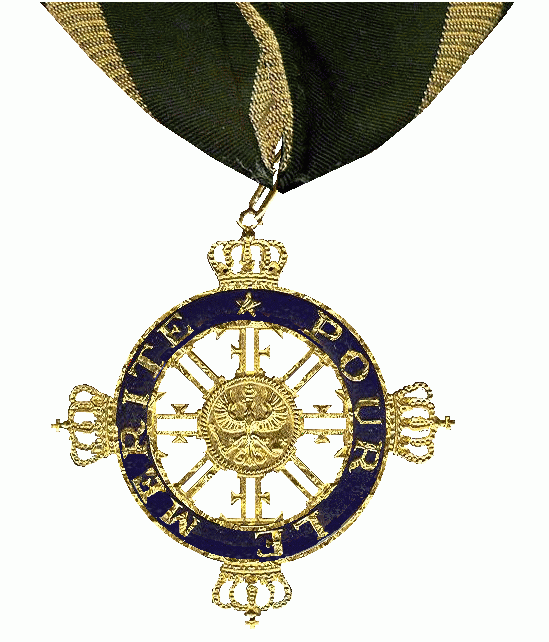
Pour le Mérite, civiele uitvoering. Particulier verzameling, Groningen.

In 1842 stichtte koning Frederik Willem IV (1795-1861) van Pruisen de Orde Pour le Mérite für Wissenschaften und Künste (voor wetenschappen en kunsten). Het moest de vredesklasse van de door Frederik II ingestelde decoratie zijn. Het juweel onderstreept dit door viermaal het koninklijke monogram van Frederik de Grote te tonen. De eerste kanselier van de Orde was de wetenschapper Alexander von Humboldt (1769-1859). De Orde zou dertig leden tellen waarvan ten minste 15 uit Duitsland moesten stammen. Theologen waren in deze orde niet benoembaar.
Een aantal mannen heeft zowel de militaire als de vredesklasse van de orde gedragen.
De koning liet het kiezen van de leden verrassend genoeg over aan de Duitse leden zelf – buitenlandse leden hadden en hebben geen stemrecht – en hij ging akkoord met de benoeming van bekende republikeinen en liberalen als François Arago (1786-1853), Leone Melloni (1798-1854) en Giuseppe Verdi (1813-1901).
In 1918 werd de orde afgeschaft. Het nieuwe Duitsland kende geen orden meer. De militaire klasse verdween met Ernst Jünger (1895-1998) in de mist van de geschiedenis, maar de dragers van de vredesklasse vormden in 1922 onder de kanselier Adolf von Harnack een “Vrije vereniging van uitmuntende geleerden en kunstenaars”.
Tijdens de Weimarrepubliek was de orde een liberaal en progressief bolwerk. Dat blijkt uit de benoemingen van Albert Einstein, Max Liebermann, Gerhart Hauptmann, Käthe Kollwitz (de eerste vrouw in deze orde), en de in 1933 gekozen Ernst Barlach. De nationaalsocialistische regering van Pruisen liet de kanselier van de orde, de natuurkundige Max Planck, in 1935 weten dat het beter was om "moeilijkheden te voorkomen en dat er daarom geen nieuwe leden gekozen mochten worden".
Hermann Göring liet allen die de orde hadden ontvangen door de Gestapo natrekken. Joden, communisten en politieke tegenstanders moesten ze inleveren, onder wie ook Käthe Kollwitz.
De orde leidde in de daaropvolgende jaren een slapend bestaan. Alleen een onder pseudoniem verschenen artikel van de hand van Theodor Heuss in de Frankfurter Zeitung herinnerde aan het honderdjarig bestaan van deze, in het artikel een “Areopag des Geistes” (De hoge raad van de geest) genoemde orde.
In 1952 was het dezelfde Theodor Heuss, nu de eerste Bondspresident, die de drie laatste Duitse overlevenden, Wilhelm Furtwängler, Enno Littmann en generaal Hermann von Kuhl ertoe aanzette om nieuwe leden te kiezen. Tot Heuss’ teleurstelling weigerde Albert Einstein om nog langer lid van de orde te zijn.
De orde telt nu 40 leden en wordt door een zelfgekozen kanselier en twee vicekanseliers, steeds een letterkundige en een natuurwetenschapper, bestuurd. De orde kan ook aan dertig niet-Duitse leden worden toegekend. In 2011 viel deze eer te beurt aan de Nederlander Willem Levelt. In 2016 werd Hans Clevers in de Orde opgenomen. De bondspresident is de beschermheer van de orde, die in Duitsland veel aanzien geniet.
Ieder jaar komt de Orde Pour le mérite für Wissenschaften und Künste tweemaal bijeen waarbij een der leden een rede uitspreekt.

### Opvallende leden in de Orde
- Louis Daguerre
- Alexander von Humboldt
- Jean-Auguste-Dominique Ingres
- Felix Mendelssohn Bartholdy
- Louis Gay-Lussac
- Charles Darwin
- Alphonse Pyramus de Candolle
- Thomas Carlyle
- Robert Koch

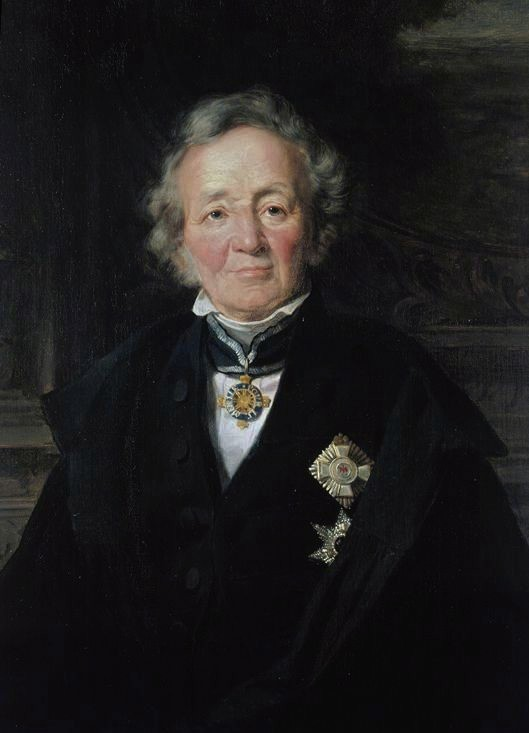
Leopold von Ranke draagt hier ook de plaque van de Orde van de Rode Adelaar

- Hermann von Kuhl die zowel de oorlogs- als de vredesklasse droeg
- Ferdinand von Zeppelin
- Leopold von Ranke
- Wilhelm Röntgen
- Otto Hahn
- Albert Schweitzer
- Norman Foster
- Umberto Eco
- Anton von Werner
- Hermann Hesse

#### Nederlandse leden
- Lawrence Alma-Tadema, schilder

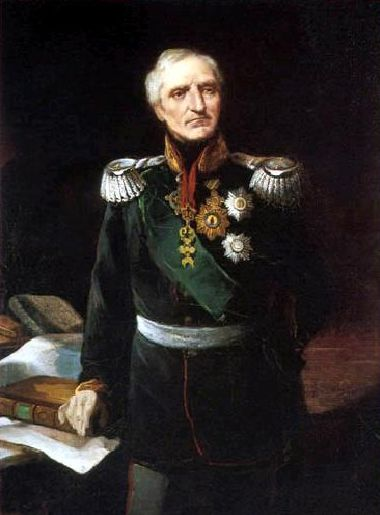
Koning Johan van Saksen was ook vertaler en droeg de Orde Pour le Mérite

- Johan Hendrik Caspar Kern, indoloog en taalonderzoeker
- Michael Jan de Goeje, arabist
- Jacobus van 't Hoff, chemicus
- Pieter Geyl, historicus
- Hendrik Lorentz, natuurkundige
- Jacobus Cornelius Kapteyn, astronoom
- Hendrik Casimir, natuurkundige
- Bartel Leendert van der Waerden, wiskundige
- Pim Levelt, psycholinguïst

#### Belgische leden
- Louis Gallait, schilder
- Nicaise De Keyser, schilder
- Émile Wauters, schilder
- François-Auguste Gevaert, muziekhistoricus en componist
- François Louis Ganshof, historicus